# Lesiste Wzgórza
Lesiste Wzgórza – pasmo obejmujące wzgórza i wzniesienia należące do Wzgórz Trzebnickich, znajdujące się na terenie Gminy Oborniki Śląskie i Gminy Wisznia Mała, w powiecie Trzebnickim, województwie dolnośląskim. Jest to jedyne pasmo wymienionych wzgórz niemal w całości pokryte lasem – Wilczyńskie Lasy.

## Położenie
Pasmo Lesistych Wzgórz położone jest w obrębie Wzgórz Trzebnickich, będących mezoregionem o identyfikatorze 318.44 (według regionalizacji fizycznogeograficznej opracowanej przez Jerzego Kondrackiego), należących do Wału Trzebnickiego (makroregion o indeksie 318.4). W ramach tych Wzgórz Trzebnickich wyróżnia się także mikroregion obejmujący Lesiste Wzgórza – Grzbiet Trzebnicki (indeks 318.444), który obejmuje także położony po stronie wschodniej Południowy Grzbiet.
Pod względem podziału administracyjnego jest ono położone w Gminie Wisznia Mała oraz w Gminie Oborniki Śląskie, powiecie trzebnickim, województwie dolnośląskim (zobacz: podział administracyjny województwa dolnośląskiego). Punkt główny pasma leży w obrębie ewidencyjnym wsi Mienice w Gminie Wisznia Mała, która znajduje się na wschód od niego. Ponadto część wzniesień objęta jest obrębem ewidencyjnym miejscowości Wilczyn w Gminie Oborniki Śląskie, położonej na północy-zachód od pasma.

## Charakterystyka
Lesiste Wzgórza wyróżniają się na tle innych obszarów Wzgórz Trzebnickich tym, że niemal w całości są pokryte lasem – Wilczyńskie Lasy. Wyjątkiem jest jedynie północny skłon pasma z Perskim Wzgórzem położonym w miejscowości Wilczyn. Pośród nazwanych obiektów fizjogeograficznych położonych w paśmie Lesistych Wzgórz można wymienić wzniesienia z nazwanymi wierzchołkami: Perskie Wzgórze (182,0 m n.p.m.), Płaski Szczyt (213,0 m n.p.m.), Bukowe Wzgórze (202,0 m n.p.m.), Lisia Góra (206,0 m n.p.m.), Danieli Garb (199,0 m n.p.m.), oraz inne obiekty takie jak przykładowo jar – Głęboki Lej. Przez pasmo oraz okolicę wytyczono szlaki turystyczne, w tym piesze i szlaki rowerowe oraz szlaki konne.

## Nazwa
Nazwa własna – Lesiste Wzgórza – jest nazwą niestandaryzowaną, gdyż została ustalona i ujęta w państwowym rejestrze nazw geograficznych na podstawie wywiadu terenowego. Odnosi się do ukształtowania terenu określonego jako wzgórza, wzniesienia. W rejestrze tym przypisano jej identyfikator: PRNG – 235622, identyfikator IIP – PL.PZGiK.320.NGRP.235622. Podaje on następujące współrzędne geograficzne punktu głównego wzgórz i wzniesień: szerokość geograficzna – 51°16'29" N, długość geograficzna – 16°58'16" E. Nazwa ta została ujęta w rejestrze 17.07.2013 r..